# 华梅
华梅（1951年—），汉族，中华人民共和国服装学家、第十一届全国政协委员。
担任天津师范大学美术与设计学院院长。2008年，当选第十一届全国政协委员，代表中华全国妇女联合会，分入第十九组。